# Jarig Jelles
Jarig Jelles (1620 – 22 febbraio 1683) è stato un filosofo e mercante olandese.
Attivo ad Amsterdam, faceva parte della cerchia di amici del filosofo Baruch Spinoza.

## Biografia
Jelles era un commerciante di fichi e uva passa, ma nel 1653 cedette l'attività per dedicarsi completamente agli studi. Era un esponente di spicco dei Collegianti insieme a Pieter Balling (Mennonita come lui), Jan Rieuwertsz e Coenraad van Beuningen.
Quando Spinoza si trasferì a Rijnsburg nel 1661, Jelles iniziò una corrispondenza con quest'ultimo e a inviargli del denaro.
Nel 1673 scrisse Belydenisse des Algemeenen En Christelyken Geloof, in cui sosteneva la compatibilità tra il Cristianesimo e gli insegnamenti di Descartes.
Membro dei Collegianti, dopo la morte di Spinoza nel 1677, svolse un ruolo importante nella redazione dell'Opera Posthuma  di cui redasse anche la prefazione e una breve biografia.
Insieme a Pieter Balling e Simon de Vries fece parte di un gruppo dei cristiani liberali e eterodossi che si battevano contro il clero calvinista, per uno Stato pienamente repubblicano e simpatizzavano per la nuova filosofia cartesiana.